# TuS Metzingen
TuS Metzingen er en tysk håndboldklub, hjemmehørende i Metzingen, Baden-Württemberg og spiller i Handball-Bundesliga Frauen.

## Resultater
- Handball-Bundesliga Frauen:
  - Bronze: 2015, 2017, 2019
- EHF Cup:
  - Sølv: 2015–16

## Spillertruppen 2021-22
| Målvogtere - 16 Nicole Roth - 20 Rebecca Nilsson Fløjspillere LW - 28 Julia Symanzik - 96 Dagmara Nocuń RW - 02 Marlene Kalf - 03 Britt van der Baan Stregspillere - 07 Thess Krönell - 13 Madeleine Östlund - 19 Margot Bergfeld - 26 Svenja Hübner | Bagspillere LB - 04 Katarina Pandza - 10 Lena Degenhardt CB - 08 Silje Brøns Petersen - 14 Rebecca Rott - 18 Marte Juuhl Svensson RB - 09 Anna Albek - 22 Maren Weigel |